# TCG Istanbul (F-515)
Le TGC Istanbul (F-515) est une frégate de la classe İstif en service dans la marine turque.

## Historique
Sa quille est posée le 19 janvier 2017 lors d'une cérémonie à laquelle ont assisté le ministre turc de la Défense Fikri Işık et des officiers supérieurs de l'armée, dont l'amiral Bülent Bostanoğlu (en), commandant des forces navales turques. La frégate est lancée le 23 janvier 2021 par le chantier naval Pendik à Istanbul,. Les tests de navigabilité débutent en juin 2023 pour une mise en service le 19 janvier 2024 à Yalova, en présence du président turc Recep Tayyip Erdoğan,.